# СДК-154
СДК-154 — средний десантный корабль проекта 773 Черноморского флота ВМФ СССР и ВМФ России.

## Служба
Средний десантный корабль СДК-154 проекта 773 был построен на Гданьской Северной верфи, Польша, (заводской номер 733/3). Был заложен 11.05.1970 года, спущен на воду 28.02.1971 года, вступил в строй 30.06.1971 года.
Бортовые номера 362, 371.
СДК-154 находился в составе 39-й дивизии морских десантных сил (39-я ДиМДС) с базированием на Крымскую ВМБ в Донузлаве. В составе 147-го дивизиона средних десантных кораблей. В/ч 70052 по штату 61/399-Д.
Во время служб в переменном составе 5-й Средиземноморской эскадры имел на борту морскую пехоту Черноморского Флота.
Переведён в Севастополь. 17 декабря 1994 года средний десантный корабль «СДК-154» был исключен из состава Черноморского флота, разделан на металл в Инкермане в 1998 году.